# Forces armées équatoriennes

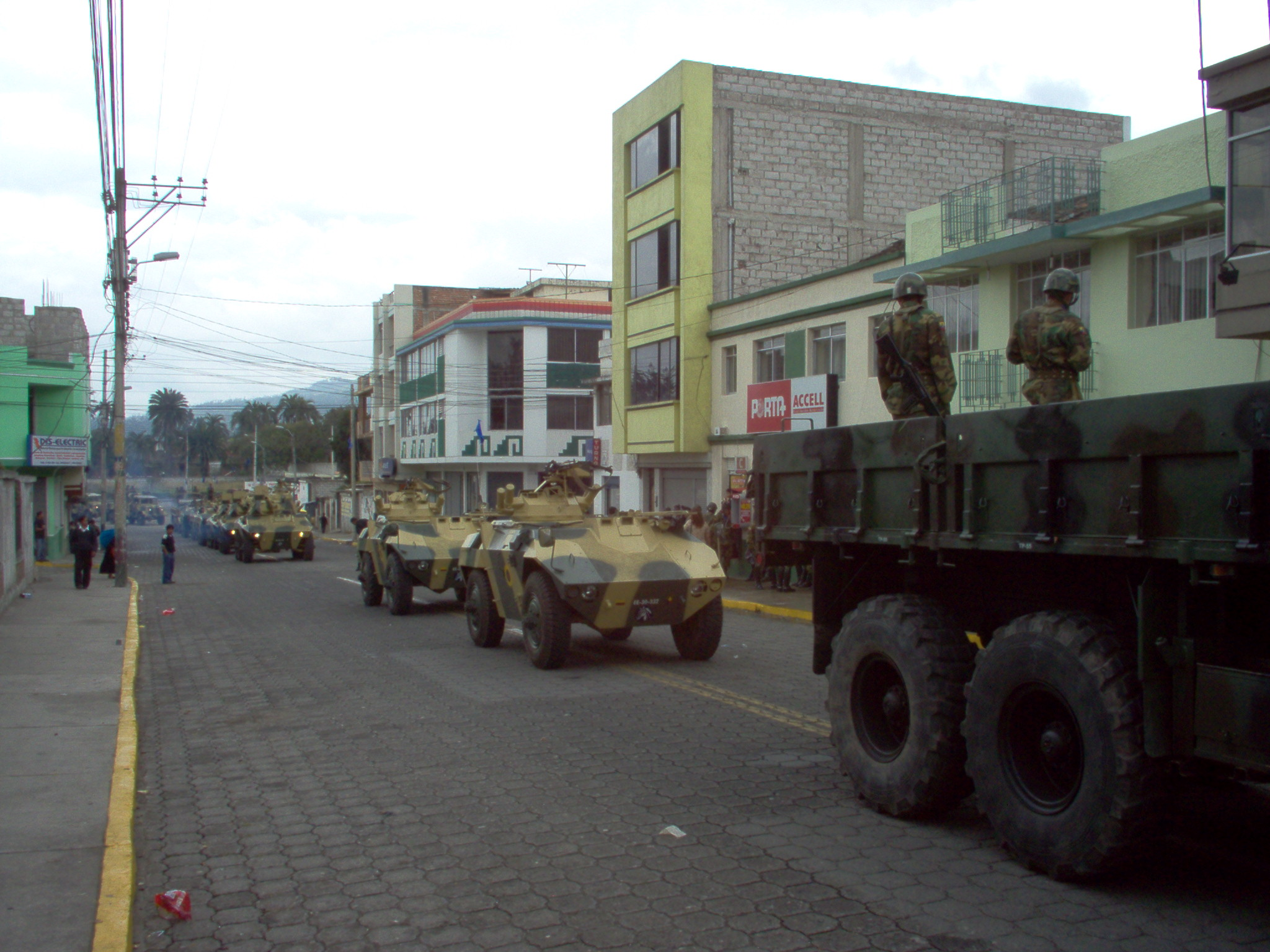
Blindés légers de l'armée de terre équatorienne au cours d'un défilé militaire à Otavalo.

Les forces armées de l'Équateur (en espagnol : Fuerzas Armadas del Ecuador) sont divisées en une armée de terre (« Force terrestre de l'Équateur », Ejército Ecuatoriano), une Marine (« Force Navale de l'Équateur », Armada del Ecuador) et une armée de l'Air (« Force aérienne équatorienne », Fuerza aérea Ecuatoriano). Ces trois forces sont placées sous un commandement unique, appelé « commandement conjoint des forces armées ». Le commandant en chef des armées et le Président de la République d'Équateur, soit actuellement Guillermo Lasso en poste en 2014 et l'actuel ministre de la Défense est Fernando Cordero Cueva[Quand ?]. Elles sont fortes de 80 000 hommes au total en 2010. Ce chiffre est réduit à 40 000 hommes en service actif en 2022 et 120 000 réservistes.

Cocarde de l'aviation navale équatorienne

## Histoire
Au cours de l'historique des conflits latino-américains, les forces armées équatoriennes se sont opposées aux Forces armées du Pérou au cours de plusieurs conflits frontaliers. Le conflit de 1941 a vu une importante défaite de l'Équateur, qui a perdu la majeure partie de ses possessions amazoniennes ainsi que son accès à l'Amazone, alors que le conflit de 1981 appelé faux conflit de paquisha s'est soldé par une nouvelle défaite pour l'Équateur et en 1995 a entraîné un statu quo parmi les belligérants
Depuis 1998, l'accord de paix est signé avec le Pérou, où le territoire en litige est reconnu par les garants comme un territoire péruvien. L'Équateur oublie à jamais ses aspirations sur les terres amazoniennes, l'action des forces équatoriennes se concentre particulièrement sur la frontière colombienne, où elles ont pour mission de limiter la présence des différents acteurs du conflit armé colombien en territoire équatorien. Cette implication se concrétise par le démantèlement de 126 bases des FARC situées en territoire équatorien en 2010 (soixante de moins que l'année précédente).
En 2008, en pleine crise diplomatique avec la Colombie qui venait de bombarder le territoire équatorien, le président Rafael Correa découvre que certains hauts-gradés lui mentent et s’emporte « Il y en a assez de ces services de renseignement qui sont, aussi, financés par l’ambassade des États-Unis. (...) Il y a des officiers qui travaillent pour la CIA avant de travailler pour le gouvernement ! ». Le chef des services de renseignement est limogé.
Les forces armées équatoriennes sont en mesure de remplir des missions de sécurité intérieure, bien que la crise au Venezuela et les flux de réfugiés qui en résultent aient ajouté aux défis de sécurité existants dans la zone frontalière nord. Ces conditions de sécurité ont conduit les forces armées à créer une unité interarmées pour les opérations de contre-insurrection et de lutte contre les stupéfiants. 
La coopération en matière de défense avec le Pérou comprend des efforts de déminage sur la zone frontalière. Les liens militaires avec Washington ont été ravivés, ce qui a conduit au rétablissement de programmes de formation bilatéraux. Les forces armées s'entraînent régulièrement et ont participé à des exercices militaires multinationaux. La capacité de déploiement indépendante est limitée au-delà des frontières nationales. La majorité de l'équipement a été acquis pendant la guerre froide et provient de diverses sources aussi bien communistes que occidentaux (AMX-13; M113; BM-21; UR-416). Les plans de modernisation sont modestes en portée et se concentrent actuellement sur l'aviation ainsi que sur les capacités de patrouille maritime. L’armée possède également du matériel fourni par la société Otokar. 

## Effectif
En 2022 les forces armées comptent 41 250 militaire en service actif et 118 000 réservistes âgés de 18 à 55 ans.

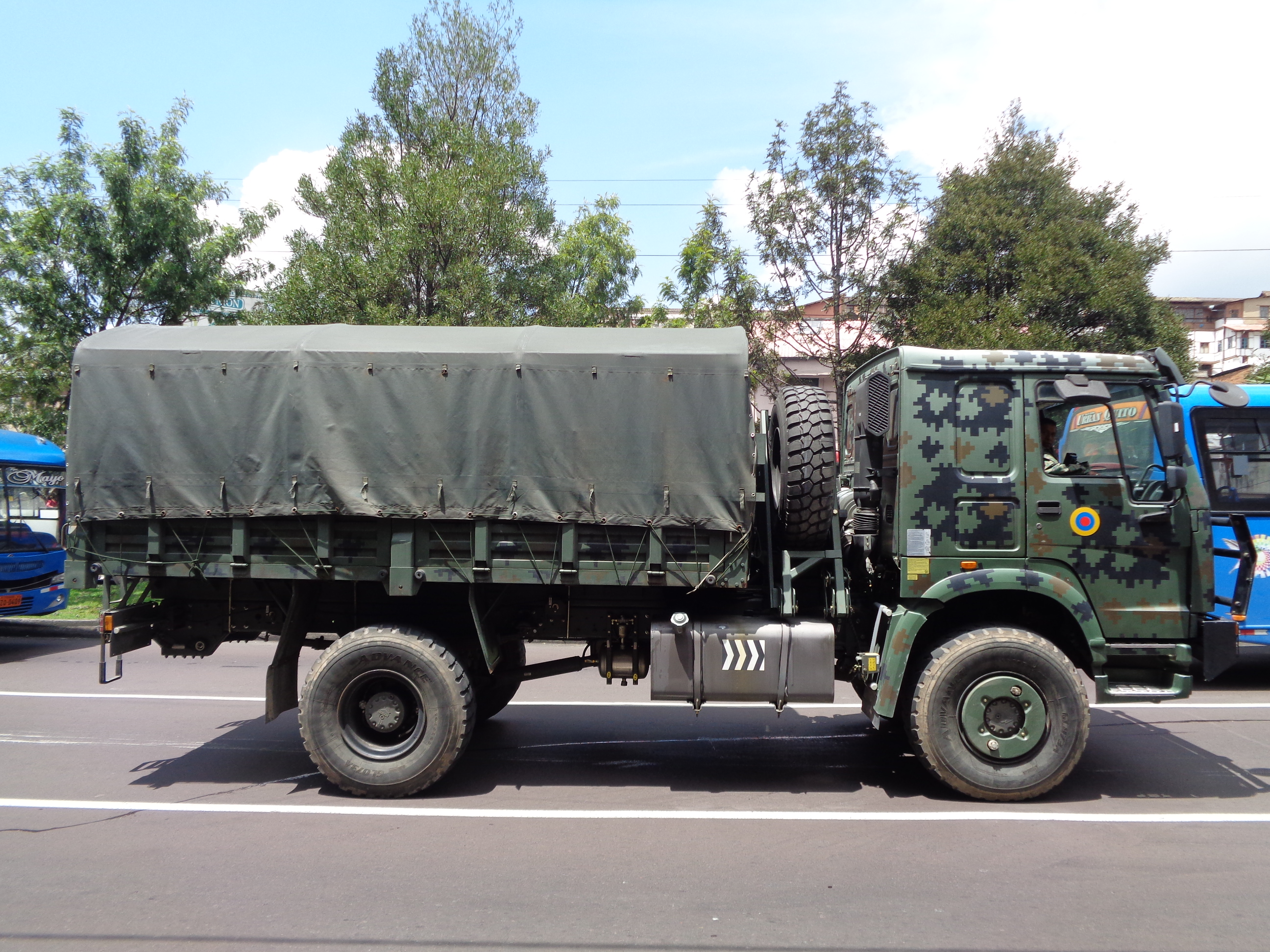
Forces armées équatoriennes, Centro Histórico, Quito

| Branches       | En service |
| -------------- | ---------- |
| Armée de terre | 26 650     |
| Armée de l'air | 6 200      |
| Marine         | 9 400      |

## Budget de la défense
L'évolution du budget de la défense (avec salaires) équatorienne en milliards de dollars US courant selon les données de la Banque mondiale est la suivante,,:
| Année | Budget de la défense | % du PNB | % dépenses publiques |
| ----- | -------------------- | -------- | -------------------- |
| 1989  | $ 189 000 000        | 1,92     |                      |
| 1990  | $ 202 000 000        | 1,89     |                      |
| 1991  | $ 209 000 000        | 1,78     |                      |
| 1992  | $ 211 000 000        | 1,67     |                      |
| 1993  | $ 276 000 000        | 1,82     |                      |
| 1994  | $ 291 000 000        | 1,56     |                      |
| 1995  | $ 475 000 000        | 2,34     | 9,84                 |
| 1996  | $ 419 000 000        | 1,95     | 8,01                 |
| 1997  | $ 499 000 000        | 2,10     | 8,79                 |
| 1998  | $ 549 000 000        | 2,36     | 9,70                 |
| 1999  | $ 296 000 000        | 1,75     | 6,49                 |
| 2000  | $ 266 000 000        | 1,45     | 6,25                 |
| 2001  | $ 384 000 000        | 1,57     | 7,76                 |
| 2002  | $ 505 000 000        | 1,77     | 8,20                 |
| 2003  | $ 739 000 000        | 2,28     | 11,22                |
| 2004  | $ 710 000 000        | 1,94     | 9,48                 |
| 2005  | $ 954 000 000        | 2,30     | 10,74                |
| 2006  | $ 950 000 000        | 2,03     | 9,57                 |
| 2007  | $ 1 310 000 000      | 2,57     | 10,65                |
| 2008  | $ 1 646 000 000      | 2,67     | 7,56                 |
| 2009  | $ 1 949 000 000      | 3,12     | 9,46                 |
| 2010  | $ 2 094 000 000      | 3,01     | 8,68                 |
| 2011  | $ 2 453 700 000      | 3,10     | 7,84                 |
| 2012  | $ 2 589 776 000      | 2,95     | 7,32                 |
| 2013  | $ 2 735 825 000      | 2,88     | 6,58                 |
| 2014  | $ 2 786 519 000      | 2,74     | 6,28                 |
| 2015  | $ 2 597 510 000      | 2,62     | 6,59                 |
| 2016  | $ 2 513 200 000      | 2,51     | 6,52                 |
| 2017  | $ 2 462 700 000      | 2,36     | 6,47                 |
| 2018  | $ 2 549 400 000      | 2,35     | 6,29                 |
| 2019  | $ 2 346 000 000      | 2,18     | 5,96                 |
| 2020  | $ 2 356 300 000      | 2,53     | 6,64                 |
| 2021  | $ 2 417 000 000      | 2,46     | 6,51                 |